# Agrostophyllum saccatilabium
Agrostophyllum saccatilabium är en orkidéart som beskrevs av Oakes Ames och Eduardo Quisumbing y Argüelles. Agrostophyllum saccatilabium ingår i släktet Agrostophyllum och familjen orkidéer.
Artens utbredningsområde är Filippinerna. Inga underarter finns listade i Catalogue of Life.